# 阿尔法银行 (希腊)
阿尔法银行（Alpha Τράπεζα Α.Ε.），为希腊第2大银行，仅次于希腊国家银行。全国有450个分行。1879年，阿尔法银行成立，由科斯托普洛斯（Costopoulos）家族控制。现任主席为扬尼斯·科斯托普洛斯（Ioannis Costopoulos），为银行创始人扬尼斯·科斯托普洛斯（Ioannis F. "John" Kostopoulos）之孙。